# Archetyp Market
Archetyp або Archetyp Market — це даркнет маркет, запущений у травні 2020 року[джерело?]. Він працює в мережі Tor і тому доступний лише через спеціалізований браузер. Усі транзакції проводяться за допомогою Monero, — криптовалюти, призначеної для приватності. Archetyp приймає лише оголошення, пов'язані з наркотиками.

## Історія
В інтерв'ю німецькому веб-сайту tarnkappe.info засновник ринку заявив, що вони виросли в бідній місцевості та вперше зіткнулися з наркотиками в молодому віці. Спробувавши ЛСД у віці 20 років, вони замислилися над своїм життям, пов'язаним із зловживанням алкоголем і антисоціальною поведінкою, пов'язаною з наркотиками, і зрозуміли, що це не відповідає суспільному благу, якого вони хотіли досягти в дитинстві. Вони були вражені лібертаріанською філософією веб-сайту «Silk Road» і, побачивши, що багато маркетів, які замінили його, були більше зосереджені на прибутку, ніж на цій філософії, вирішили створити власний, щоб підтримувати європейську наркосферу та виступати за лібералізацію наркотиків.
На конференції IEEE з комп’ютерних комунікацій у травні 2023 року дослідники представили алгоритм оцінки популярності цибулевих служб, який виявив, що після відкидання фішингових сайтів Archetyp Market був найпопулярнішим веб-сайтом цибулевих служб на Tor.
Згідно з дослідженням від лютого 2024 року в журналі «International Criminal Justice Review», більшість користувачів раніше популярного даркнет-маркету Flugsvamp перейшли на Archetyp через проблеми з безпекою та звинувачення у шахрайстві на Flugsvamp.
Дослідження Національного центру дослідження наркотиків і алкоголю при Університеті Нового Південного Уельсу показало, що Archetyp був найбільшим з 11 маркетів даркнету, які моніторилися в травні 2024 року, за кількістю оголошень, із середнім показником 8607. Це було в порівнянні з січнем 2024 року, коли Archetyp посів четверте місце після Incognito, Bohemia та Nemesis (усі вони закрилися до травня).